# Auktion paa stor Strandvejsvilla
Auktion paa stor Strandvejsvilla er en dansk dokumentarisk optagelse fra 1923.

## Handling
En masse mennesker valfarter til auktion over inventaret i villaen Sølyst i Klampenborg d. 28 august 1923. Villaen tilhørte den yderst velhavende Emil Glückstadt, der var direktør i Landmandsbanken, da den krakkede i 1922. Glückstadt blev tiltalt og fængslet for bl.a. bedrageri, men døde i juni 1923 inden domfældelsen. Glückstadt bo, heriblandt Sølyst, som han havde benyttet som sommerbolig, blev dømt til at dække 80 procent af sagens omkostninger..
Villaen er beliggende på Emiliekildevej 2, i Klampenborg.